# Доленга, Марцин
Ма́рцин Доле́нга (пол. Marcin Dołęga; род. 18 июля 1982 в Лукуве) — польский тяжелоатлет, выступавший в категории до 105 кг. Бронзовый призёр Олимпийских игр 2008 года, трёхкратный чемпион мира (2006, 2009 и 2010), чемпион Европы 2006. Бывший рекордсмен мира. Младший брат призёра чемпионатов Европы по тяжёлой атлетике Роберта Доленги.

## Карьера
Дебютировал на международной арене в 1999 году на молодёжном чемпионате мира, где выступал в весовой категории до 105 кг и занял 13-е место.
Дважды обновил мировые рекорды в рывке для весовой категории до 105 кг (2002 год — 198 кг, 2006 год — 199 кг).
В 2006 году Марцин Доленга победил на чемпионате мира по тяжелой атлетике в Санто-Доминго в категории до 105 кг с результатом 415 кг. В этом-же году одержал победу на домашнем чемпионате Европы в Владыславово.
В 2009 и 2010 году на чемпионатах мира в Кояне и Анталье спортсмен повторил успех, став трёхкратным чемпионом мира.
Участник летних Олимпийских игр 2008 и 2012 года. В 2008 году стал 4-м в категории до 105 кг с результатом 420 кг. Позже из-за дисквалификации Дмитрия Лапикова к поляку перешла бронзовая медаль игр. В 2012 году в рывке не смог взять стартовый вес (190 кг) и завершил соревнования.

### Допинг
В 2004 году Марцин Доленга на чемпионате Польши по тяжёлой атлетике был уличён в употреблении допинга, у спортсмена был повышенный уровень тестостерона. Как потом сам Доленга признался:
Мы сознательно не использовали никаких допинговых веществ. Мы получили все средства, питательные вещества и коричневые ампулы от тренера Рышарда Шевчика.
Тяжелоатлет был дисквалифицирован на 2 года.
В 2014 году Марцин Доленга повторно был дисквалифицирован на два года из-за употребления допинга. В пробе спортсмена был обнаружен нандролон.

## Спортивные результаты
| Год  | Соревнование            | Место проведения | Весовая категория | Рывок    | Толчок   | Сумма двоеборья | Место |
| 2001 | Чемпионат мира          | Анталья          | до 105 кг         | 185 кг   | 220 кг   | 405 кг          | 9     |
| 2002 | Чемпионат Европы        | Анталья          | до 105 кг         | 185 кг   | 225 кг   | 410 кг          | 5     |
| 2002 | Чемпионат мира          | Варшава          | до 105 кг         | 192,5 кг | 220 кг   | 412,5 кг        | 6     |
| 2003 | Чемпионат мира          | Ванкувер         | до 105 кг         | 190 кг   | 220 кг   | 410 кг          | 5     |
| 2004 | Чемпионат Польши        | Цеханув          | до 105 кг         | 200 кг   | 227,5 кг | 427,5 кг        | DSQ   |
| 2006 | Чемпионат Европы        | Владыславово     | до 105 кг         | 199 кг   | 225 кг   | 424 кг          | 1     |
| 2006 | Чемпионат мира          | Санто-Доминго    | до 105 кг         | 193 кг   | 222 кг   | 415 кг          | 1     |
| 2007 | Чемпионат мира          | Чиангмай         | до 105 кг         | —        | 222 кг   | —               | DNF   |
| 2008 | Летние Олимпийские игры | Пекин            | до 105 кг         | 195 кг   | 225 кг   | 420 кг          | 3     |
| 2009 | Чемпионат мира          | Коян             | до 105 кг         | 195 кг   | 226 кг   | 421 кг          | 1     |
| 2010 | Чемпионат мира          | Анталья          | до 105 кг         | 188 кг   | 227 кг   | 415 кг          | 1     |
| 2012 | Летние Олимпийские игры | Лондон           | до 105 кг         | —        | —        | —               | DNF   |
| 2013 | Чемпионат мира          | Вроцлав          | до 105 кг         | —        | —        | —               | DNF   |
| 2014 | Чемпионат Европы        | Тель-Авив        | свыше 105 кг      | 192 кг   | 230 кг   | 422 кг          | 4     |

## Награды
- Офицерский крест ордена Возрождения Польши — 2010[3].